# American Crime Story
American Crime Story ist eine US-amerikanische Fernsehserie von Scott Alexander und Larry Karaszewski. Als ausführende Produzenten sind unter anderem die  American-Horror-Story-Schöpfer Ryan Murphy und Brad Falchuk an der Produktion beteiligt. Die Serie nutzt ein Format, bei dem jede Staffel über eine abgeschlossene Handlung und eine komplett neue Rollenbesetzung verfügt, was im Allgemeinen als Anthologieserie bezeichnet wird. Vergleichbare Anthologieserien sind American Horror Story, True Detective oder Fargo. 

## Produktion und Ausstrahlung
Die erste Staffel trägt den Untertitel The People v. O. J. Simpson (englisch für „Das Volk gegen O. J. Simpson“) und erzählt den Strafprozess gegen O. J. Simpson. Als Vorlage diente dazu auch das Buch The Run of His Life: The People v. O. J. Simpson von Jeffrey Toobin. Die Erstausstrahlung fand vom 2. Februar bis 5. April 2016 beim Sender FX statt.
Die zweite Staffel trägt den Untertitel The Assassination of Gianni Versace (englisch für „Der Mord an Gianni Versace“). Sie basiert auf dem Buch von Maureen Orth Vulgar Favors: Andrew Cunanan, Gianni Versace, and the Largest Failed Manhunt in U.S. History, das die Ermordung Versaces im Juli 1997 und die nachfolgende achttägige Suche des Serienmörders Andrew Cunanan behandelt. Die Erstausstrahlung fand vom 17. Januar bis 21. März 2018 wieder beim Sender FX statt.
Produktionsbedingt war die Staffel über die Nachwirkungen des Hurrikans Katrina nun als dritte Staffel geplant, nachdem sie ursprünglich als zweite Staffel vorgesehen war. Im Januar 2017 wurde bekannt, dass sich die geplante Staffel über den Hurrikan Katrina nicht im entsprechenden Zeitrahmen entwickeln lässt, weshalb sie zunächst zusammen mit der Staffel über den Mord an Versace, in das Jahr 2018 verschoben werden sollte. Im Juni 2017 wurde bekannt gegeben, dass die zweite und dritte Staffel ihre ursprünglichen Positionen tauschen werden: als zweite Staffel ist nun Der Mord an Versace im Jahr 2018 angelaufen, während Katrina für das Jahr 2019 als dritte Staffel angekündigt wurde. Im Februar 2019 wurde bekanntgegeben, dass eine Staffel zum Hurrikan Katrina nicht zustande kommen werde.
Eine vierte Staffel über die Clinton-Lewinsky-Affäre und basierend auf dem Buch A Vast Conspiracy: The Real Story of the Sex Scandal that Nearly Brought Down a President von Jeffrey Toobin, der bereits die Buchvorlage für Staffel eins bot, wurde im Februar 2017 von Murphy bestätigt und sollte bereits in der Drehbuchphase angelangt sein. Darin sollen die Figuren der Clintons nur im Hintergrund spielen. Auch diese Staffel wurde abgesagt, dies allerdings noch vor der Katrina-Absage, im April 2018. Im August 2019 wurde bekannt, dass die Clinton-Lewinsky-Affäre als dritte Staffel verfilmt wird. Monica Lewinsky fungiert für die Staffel als Produzentin.

## Besetzung und Synchronisation

### Staffel 1: The People v. O. J. Simpson

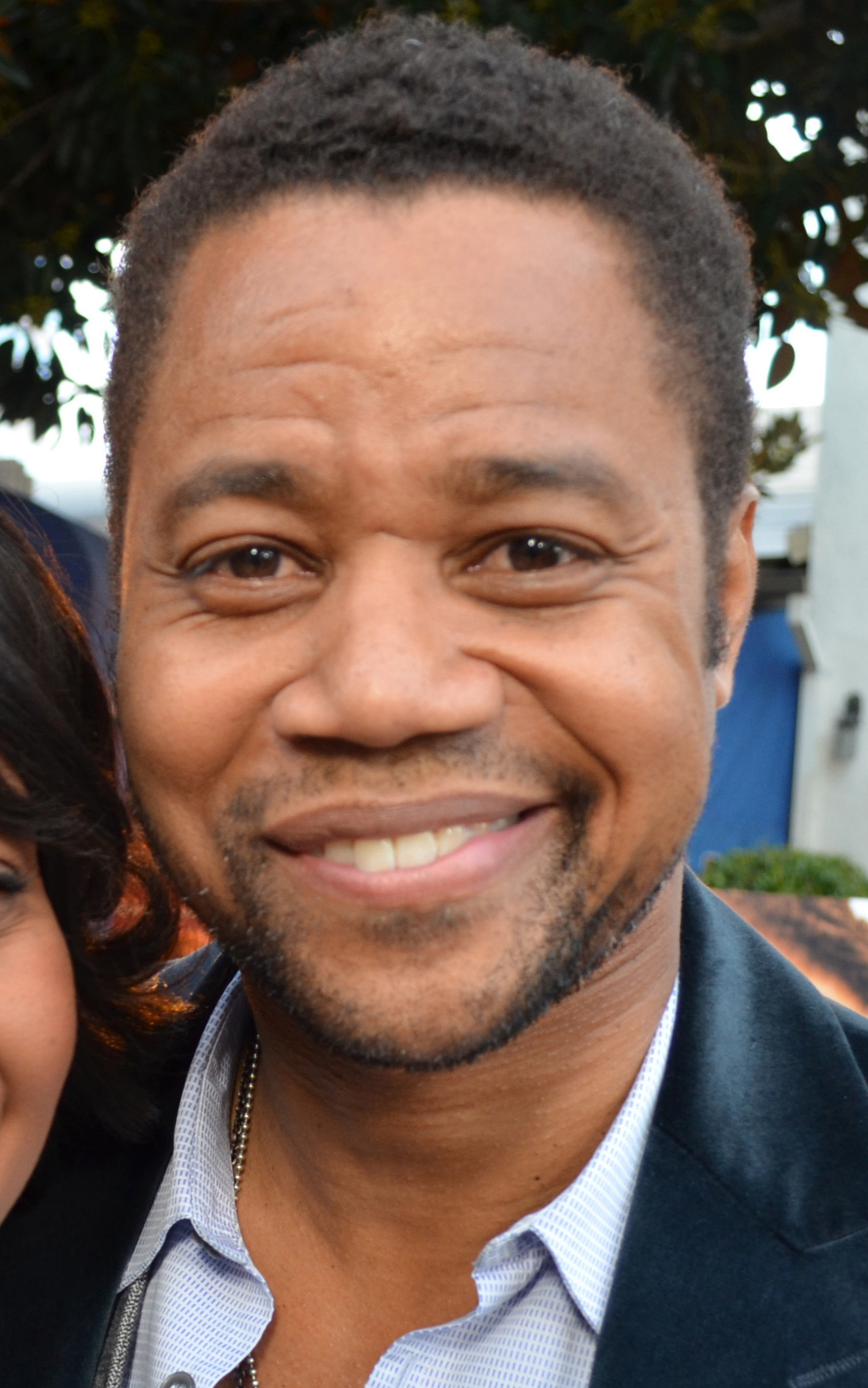
Cuba Gooding junior spielt in der ersten Staffel O. J. Simpson.

| Schauspieler         | Rolle              | Hauptrolle (Episoden) | Nebenrolle (Episoden) 1 | Synchronsprecher    |
| -------------------- | ------------------ | --------------------- | ----------------------- | ------------------- |
| Cuba Gooding, Jr.    | O. J. Simpson      | 1.01–1.10             |                         | Dietmar Wunder      |
| Sarah Paulson        | Marcia Clark       | 1.01–1.10             |                         | Ulrike Stürzbecher  |
| John Travolta        | Robert Shapiro     | 1.01–1.10             |                         | Thomas Danneberg    |
| David Schwimmer      | Robert Kardashian  | 1.01–1.10             |                         | Charles Rettinghaus |
| Sterling K. Brown    | Christopher Darden | 1.01–1.10             |                         | Matti Klemm         |
| Courtney B. Vance    | Johnnie Cochran    | 1.01–1.10             |                         | Jörg Hengstler      |
| Bruce Greenwood      | Gil Garcetti       | 1.01–1.10             |                         | Joachim Tennstedt   |
| Christian Clemenson  | William Hodgman    | 1.01–1.05             |                         | Lutz Schnell        |
| Nathan Lane          | F. Lee Bailey      | 1.03–1.10             |                         | Lutz Mackensy       |
| Kenneth Choi         | Richter Lance Ito  | 1.04–1.10             |                         | Florian Halm        |
| Steven Pasquale      | Mark Fuhrman       |                       | 1.01–1.09               | Florian Hoffmann    |
| Billy Magnussen      | Kato Kaelin        |                       | 1.01–1.03               | Adam Nümm           |
| Malcolm-Jamal Warner | Al Cowlings        |                       | 1.01–1.02, 1.07, 1.10   | Martin Kautz        |
| Selma Blair          | Kris Kardashian    |                       | 1.01, 1.03, 1.08        | Victoria Sturm      |
| Connie Britton       | Faye Resnick       |                       | 1.01, 1.04              | Melanie Pukaß       |
| Dale Godboldo        | Carl E. Douglas    |                       | 1.02–1.10               | Felix Spieß         |
| Angel Parker         | Shawn Holley       |                       | 1.02–1.10               | Cornelia Waibel     |
| Chris Conner         | Jeffrey Toobin     |                       | 1.03–1.10               | Gerrit Hamann       |
| Rob Morrow           | Barry Scheck       |                       | 1.03–1.10               | Manou Lubowski      |
| Evan Handler         | Alan Dershowitz    |                       | 1.03–1.07               | Oliver Mink         |
| Robert Morse         | Dominick Dunne     |                       | 1.05–1.10               | Kaspar Eichel       |

### Staffel 2: Der Mord an Gianni Versace

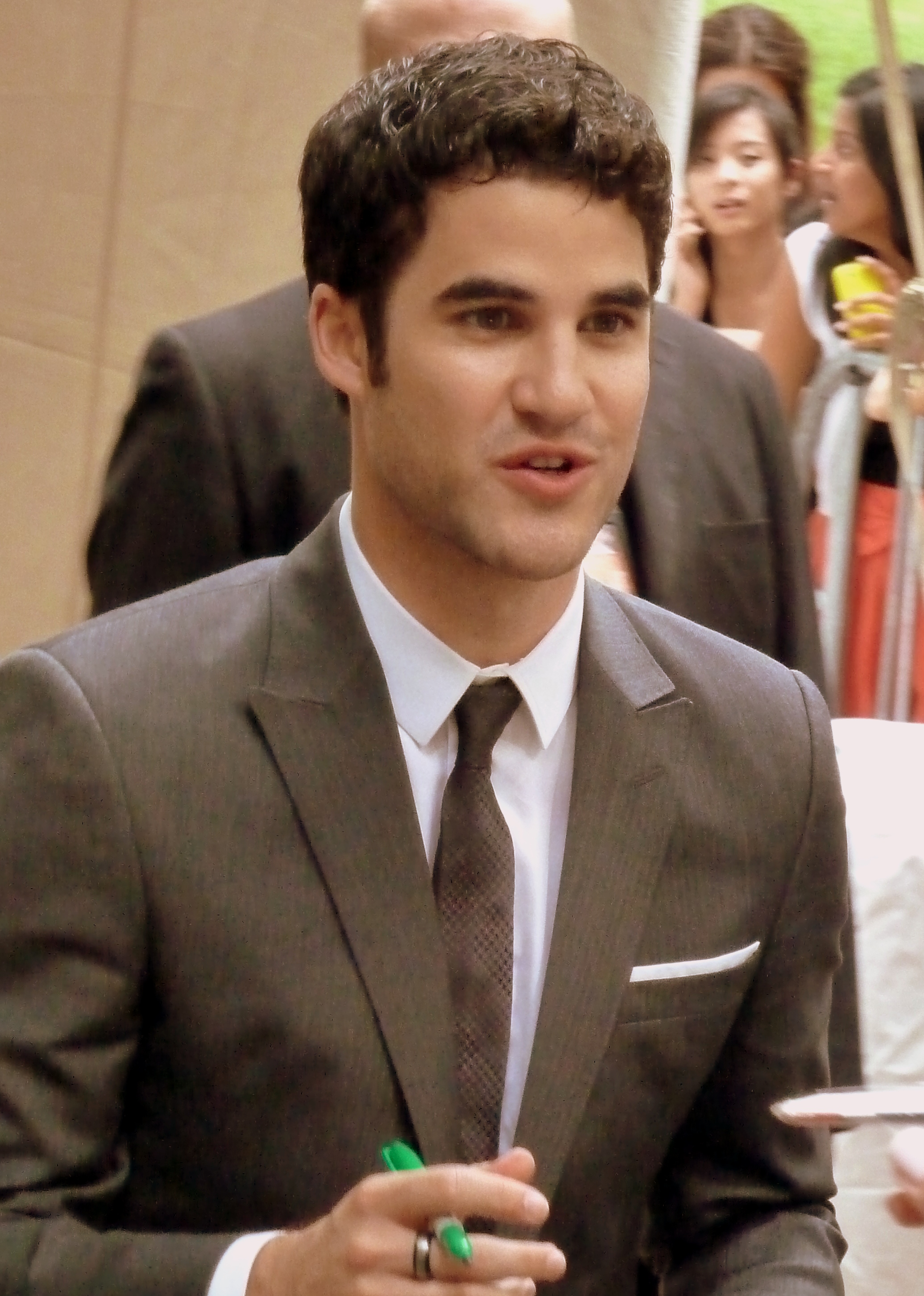
Darren Criss spielt in der zweiten Staffel den Serienmörder Andrew Cunanan.

| Schauspieler      | Rolle                 | Hauptrolle (Episoden)           | Nebenrolle (Episoden) 1 | Synchronsprecher   |
| ----------------- | --------------------- | ------------------------------- | ----------------------- | ------------------ |
| Darren Criss      | Andrew Cunanan        | 1.01–1.09                       |                         | Tobias Nath        |
| Penélope Cruz     | Donatella Versace     | 1.01–1.02, 1.05, 1.07, 1.09     |                         | Melanie Pukaß      |
| Ricky Martin      | Antonio D'Amico       | 1.01–1.02, 1.05, 1.07, 1.09     |                         | Karlo Hackenberger |
| Édgar Ramírez     | Gianni Versace        | 1.01–1.02, 1.05–1.07, 1.09      |                         | Alexander Doering  |
| Annaleigh Ashford | Elizabeth Cote        | 1.01–1.02, 1.05–1.06, 1.08–1.09 |                         | Anita Hopt         |
| Cody Fern         | David Madson          | 1.04–1.07                       |                         | Jeremias Koschorz  |
| Finn Wittrock     | Jeffrey Trail         | 1.04–1.07                       |                         | Roman Wolko        |
| Dascha Polanco    | Detective Lori Wieder |                                 | 1.01–1.02, 1.09         | Friederike Walke   |
| Max Greenfield    | Ronnie                |                                 | 1.01–1.02, 1.09         | Arne Stephan       |
| Joe Adler         | Jerome                |                                 | 1.01, 1.08              | Dirk Petrick       |
| Judith Light      | Marilyn Miglin        |                                 | 1.03, 1.09              | Angelika Bender    |
| Mike Farrell      | Lee Miglin            |                                 | 1.03, 1.06              | Rainer Gerlach     |
| Michael Nouri     | Norman Blachford      |                                 | 1.06–1.07               | Bernd Rumpf        |
| Terry Sweeney     | David Gallo           |                                 | 1.06–1.07               | Detlef Gieß        |
| Joanna Adler      | Mary Ann Cunanan      |                                 | 1.06–1.09               | Marina Krogull     |
| Jon Jon Briones   | Modesto Cunanan       |                                 | 1.08–1.09               | Asad Schwarz       |

### Staffel 3: Impeachment
| Schauspieler      | Rolle                  | Hauptrolle (Episoden) | Nebenrolle (Episoden) | Synchronsprecher   |
| ----------------- | ---------------------- | --------------------- | --------------------- | ------------------ |
| Beanie Feldstein  | Monica Lewinsky        | 1.01–                 |                       | Lea Kalbhenn       |
| Sarah Paulson     | Linda Tripp            | 1.01–                 |                       | Ulrike Stürzbecher |
| Annaleigh Ashford | Paula Jones            | 1.01–                 |                       | Anita Hopt         |
| Clive Owen        | Präsident Bill Clinton | 1.01–                 |                       | Tom Vogt           |
| Anthony Green     | Vizepräsident Al Gore  | 1.01–                 |                       |                    |
| Billy Eichner     | Matt Drudge            | 1.01–                 |                       | Alexander Doering  |
| Cobie Smulders    | Ann Coulter            | 1.01–                 |                       | Christine Stichler |
| Edie Falco        | Hillary Clinton        | 1.01-                 |                       | Katja Brügger      |

## DVD- und Blu-ray-Veröffentlichung
Die Serie wurde in verschiedenen Ländern als DVD und Blu-ray Disc veröffentlicht.
Vereinigte Staaten
- Staffel 1 erschien am 6. September 2016[11]

Deutschland
- Staffel 1 erschien am 24. Mai 2017[12]

Großbritannien
- Staffel 1 erschien am 5. September 2016[13]